# شاشيكانت نارسينجراو خيديكار
شاشيكانت نارسينجراو خيديكار هو سياسي شيف سينا من منطقة بولدانا، ماهاراشترا. وهو عضو في الجمعية التشريعية الثالثة عشرة لولاية مهاراشترة ويمثل دائرة جمعية السندخد رجا الانتخابية.